# Digitální kinematografie

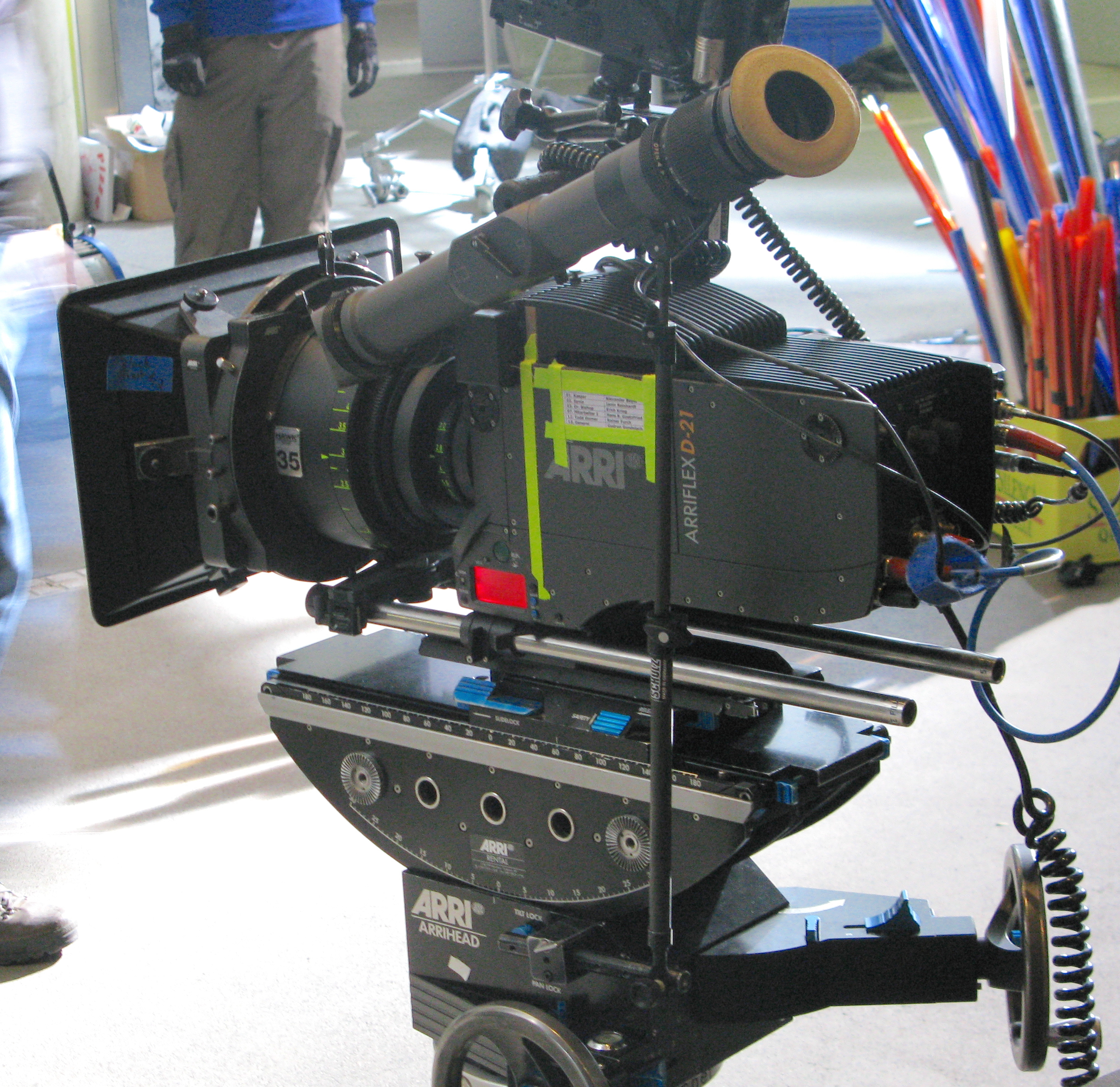
Arriflex D-21

Digitálni kinematografie značí proces zaznamenávání filmu pomocí digitálních kamer, místo klasických analogových kamer. Digitální technologie nahrazují v mnoha příbuzných oborech klasické analogové technologie, např. pozemní digitální televizní vysílání, DVB-T, které obsahuje rovněž pozemní digitální rozhlasové vysílání. Přibližně od r. 2005 se celosvětově většina filmů, včetně televizních seriálů natáčí a distribuuje digitálně.
Na trhu se objevily výrobky mnoha společností, včetně tradičních výrobců  filmových kamer, jako jsou Arri a Panavision, stejně se objevili noví dodavatelé jako RED, Blackmagic, Silicon Imaging, Vision Research a společností, které se tradičně zaměřují na spotřební a vysílací video zařízení, jako Sony, GoPro, a Panasonic.
Od roku 2017 se profesionální 4k digitální filmové kamery přibližně rovnají 35mm filmu v rozlišení a kapacitě dynamického rozsahu, nicméně digitální film má ještě trochu jiný přístup než analogový film. Někteří filmaři upřednostňují stále pro dosažení požadovaných výsledků použití analogových obrazových formátů.

## Historie
Od konce osmdesátých let začala společnost Sony uvádět na trh koncept „elektronické kinematografie“, jenž využívá analogové profesionální videokamery Sony HDVS. Snaha se setkala s velmi malou odezvou. Přesto došlo k jednomu z prvních digitálně natočených hraných filmů Julia a Julia (1987).
Rainbow (1996) byl zcela prvním digitálním filmem na světě. Veškeré snímky byly pořízeny společností Sony s prvními kamerami Solid State Electronic Cinematography s více než 35 minutami digitálního zpracování obrazu a vizuální efekty, všechny postprodukce, zvukové efekty, editace a skórování byly dokončeny digitálně. Digitální obraz s vysokým rozlišením byl přenesen na negativní 35mm prostřednictvím rekordéru elektronového paprsku vyrobeného pro divadla.
Se zavedením rekordérů HDCAM a digitálních profesionálních videokamer o rozměrech 1920 × 1080 pixelů založených na technologii CCD v roce 1998 začala myšlenka, nyní označovaná jako „digitální kinematografie“, získávat na trhu své místo. The Last Broadcast z r. 1998 považují někteří za první celovečerní video natočené a upravené výhradně na digitálním zařízení pro spotřebitelskou úroveň.
V květnu 1999 George Lucas narušil poprvé nadřazenost filmu tím, že do snímku Star Wars: Epizoda I – Skrytá hrozba použil záběry natočené digitálními kamerami s vysokým rozlišením. Digitální záběry bezproblémově splynuly s filmem natočeným na filmu a George Lucas oznámil, že v průběhu tohoto roku natočí další pokračování výhradně na digitální video hi-def.
Také v roce 1999 byly digitální projektory instalovány ve čtyřech divadlech pro představení The Phantom Menace. V červnu 2000 byl začaly práce na Star Wars: Epizoda II – Klony útočí, kde hlavní části byly natočeny výhradně digitální kamerou Sony HDW-F900, jak již dříve uvedl Lucas. Film byl uvolněn pro distribuci v květnu 2002.
V květnu 2001 byl film Tenkrát v Mexiku natočen také v digitálním videu s rozlišením 24 snímků za sekundu, částečně vyvinutým Georgem Lucasem pomocí kamery Sony HDW-F900. Dva méně známé filmy, Vidocq (2001) a Ruská archa (2002), byly také pořízeny stejným zařízením. Bylo pozoruhodné, že posledně jmenovaný film sestával z jediného dlouhého záběru.
Kamery od firem jako Sony, Panasonic, JVC a Canon dnes nabízejí řadu možností pro pořizování videa s vysokým rozlišením. Na špičkovém trhu se objevily kamery zaměřené konkrétně na trh digitálního filmu.
Tyto kamery Sony, Vision Research, Arri, Silicon Imaging, Panavision, Grass Valley a Red nabízejí rozlišení a dynamický rozsah, který přesahuje tradiční videokamery určené pro omezené potřeby televizního vysílání.
V roce 2009 se film Milionář z chatrče stal prvním snímkem natočeným převážně digitálním průmyslem a snímkem, který získal cenu Oscara za nejlepší film. Film Avatar představuje největší obohacení historie filmu, snímek, který nejen že byl natočen digitální technikou, ale také dosáhl nejvyšších kasovních příjmů už ale ne za film, ale za digitální projekci.
Koncem roku 2013 se Paramount stal prvním velkým studiem, které distribuovalo filmy do divadel v digitálním formátu, čímž zcela vyloučil film o velikosti 35 mm. Zprávař 2 – Legenda pokračuje byl poslední produkcí studia Paramount, která zahrnovala 35mm filmovou verzi, zatímco Vlk z Wall Street byl první hlavní film distribuovaný zcela digitálně.

## Technologie
Digitální kinematografie digitálně zachycuje filmy v procesu analogickém s digitální fotografií. Zatímco neexistuje jasné technické rozlišení, které odděluje obrazy zachycené v digitální kinematografii od videa, termín „digitální kinematografie“ se obvykle používá pouze v případech, kdy digitální záznam nahrazuje záznam filmů, například při natáčení hraného filmu. Tento termín se užívá zřídka, když digitální záznam nahrazuje záznam videa, stejně jako u televizních programů živého vysílání.

## Kritika a výzvy
Někteří filmoví režiséři jako Christopher Nolan, Paul Thomas Anderson a Quentin Tarantino veřejně kritizovali digitální kino a obhajovali film a filmovou výrobu. Tarantino uvedl, že odejde do důchodu, protože většina amerických kin už nebude moci promítat jeho filmy ve velikosti 35 mm. Tarantino považuje digitální kino prostě za „televizi na veřejnosti“. Christopher Nolan vyvozuje, že filmový průmysl přijímá digitální formáty pouze z ekonomických důvodů, na rozdíl od digitálního filmu, který je vynikajícím prostředkem pro samotný film. „Popravdě si myslím, že se zhoršuje hospodářský zájem výrobců a průmyslu (produkce), neboť vydělávají více peněz raději změnami než zachováním status quo.“
Dalším zájmem o digitální záznam obrazu je snaha archivovat veškerý digitální materiál. Archivace digitálního materiálu se jeví jako extrémně nákladná a vytváří problémy z hlediska dlouhodobého uchování. Ve studii z r. 2007 uvedla Akademie filmového umění a věd, že náklady na ukládání 4K digitálních mistrů jsou „enormně vyšší - o 1100% vyšší - než náklady na ukládání filmů“.
Dále digitální archivace čelí výzvám kvůli nedostatečné životnosti dnešního digitálního úložiště: žádné současné médium, ať už jsou magnetické pevné disky nebo digitální pásky, nedokážou spolehlivě uložit film po sto let, neexistuje nic, co může zajistit správné ukládání a manipulaci s filmem. Ačkoli tomu tak bylo také v případě optického disku, v roce 2012 společnost Millenniata, Inc., digitální společnost se sídlem v Utahu zabývající se ukládáním dat, vydala M-DISC, optické řešení pro ukládání dat, které bylo navrženo tak, aby trvalo až 1000 let, a tak nabízí možnost digitální ukládání jako životaschopné řešení pro ukládání dat.

## Související termíny
Digital Cinema odpovídá standardu nastupujícího formátu plně digitalizované komerční projekce filmů; podle enWiki značí Digital Cinema použití digitální technologie pro distribuci a promítání "pohyblivých" obrázků jako opak k zastaralému používání "navinutých" kol se záznamem "pohyblivých" obrázků na 35mm film atp..
Kinematografie podle WikiSlovníku značí zobrazování pohybu rozkladem na jednotlivé obrázky; podle csWiki zahrnuje kinematografie veškeré činnosti spojené s filmem a filmováním (výroba filmů, výroba filmové techniky, organizace distribuce, prodej). Používá se i jako označení pro film, nebo označuje záznam rychlých pohybů s vysokým obrazovým kmitočtem (např. výzkum velmi rychlých dějů).
Digitálni fotoaparát (anglicky digital camera) je fotoaparát, zaznamenávající obraz v digitální formě, takže může být okamžitě zobrazen na zabudovaném displeji nebo nahrán do počítače.
Digitální videokamera snímá více obrázků pohybujícího objektu. Původně byla vyvinuta pro televizní průmysl. Dnes je používána i pro tvorbu rodinných videosnímků atp.